# El Burgo Ranero
El Burgo Ranero település Spanyolországban, León tartományban. Lakosainak száma 690 fő (2024).

## Földrajza
El Burgo Ranero Villamoratiel de las Matas, Santas Martas, Valdepolo, Santa María del Monte de Cea, Calzada del Coto, Bercianos del Real Camino, Castrotierra de Valmadrigal, Vallecillo és Santa Cristina de Valmadrigal községekkel határos.

## Népesség
A település lakosságának változását az alábbi diagram mutatja:
| Lakosok száma | 939  | 894  | 878  | 854  | 794  | 779  | 751  | 715  | 697  | 690  |
|               | 2001 | 2004 | 2007 | 2009 | 2012 | 2014 | 2017 | 2019 | 2022 | 2024 |